# 岐阜北警察署

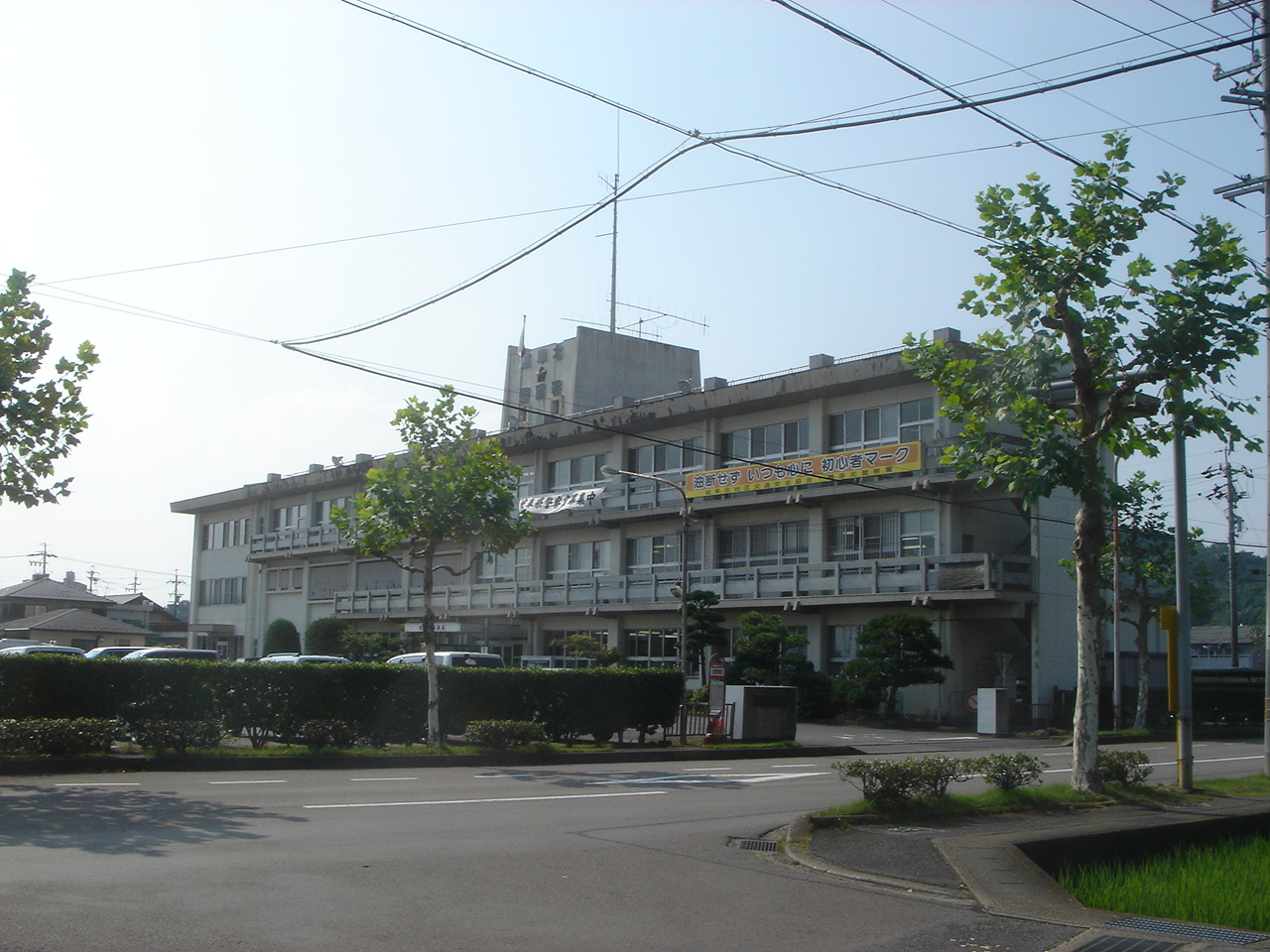
旧庁舎（2007年7月）

岐阜北警察署（ぎふきたけいさつしょ）は、岐阜県警察が管轄する警察署の一つである。
夏期には岐阜中警察署と管轄する河川で花火大会が催されるため、岐阜中署と当署の合同で警備を実施している。

## 所在地
- 岐阜市上土居二丁目2番22号

## 管轄区域
- 岐阜市のうち、長良川以北の区域

## 組織
- 会計課 - 会計係
- 警務課 - 警務係、相談係
- 留置管理課 - 留置管理係
- 生活安全課 - 生活安全総務係、人対・少年係、生環・サ対係
- 地域課 - 地域企画係、通信指令係、直轄警ら係、機動警ら係
- 刑事第一課 - 捜査庶務係、強行犯係、盗犯係、鑑識係
- 刑事第二課 - 知能犯係、組織犯罪係、薬物銃器係、国際捜査係
- 交通課 - 交通総務係、交通指導係、交通捜査係
- 警備課 - 警備係

## 交番
（ ）の中は所在地。
- 黒野交番（岐阜市今川59-1）
- 福富交番（岐阜市福富出口135-1）
- 鵜飼屋交番（岐阜市長良福光2595-3）
- 島交番（岐阜市北島2丁目10-17）
- 金華橋交番（岐阜市早田東町5丁目70）
- 岩野田交番（岐阜市粟野西3丁目85-2）
- 七郷交番（岐阜市川部5丁目22-3）
- 則武交番（岐阜市則武842-1）

## 警察官駐在所
（ ）の中は所在地。
- 犬塚警察官駐在所（岐阜市上西郷9丁目24-1）